# کتابخانه ملی اتریش
کتابخانه ملی اتریش (آلمانی: 'Österreichische Nationalbibliothek') بزرگ‌ترین کتابخانه‌ای است که در شهر وین واقع شده است و بیش از ۱۲ میلیون مورد در مجموعه‌های مختلف خود دارد. این کتابخانه در بال نو بورگ هافبور در مرکز وین واقع شده است. از سال ۲۰۰۵، برخی از مجموعه‌ها به ساختمان باروک کاخ مولارد-کلاری تغییر مکان داده شده است. این کتابخانه که توسط هابسبورگها تأسیس شد، در اصل کتابخانه دربار امپراتوری (به آلمانی: Kaiserliche Hofbibliothek) نامیده می‌شد. تغییر نام فعلی در سال ۱۹۲۰ و پس از پایان سلطنت هابسبورگ و اعلام جمهوری اتریش رخ داد.

## قرون وسطی
این مؤسسه ریشه در کتابخانه امپراتوری قرون وسطی دارد. در طول دوره قرون وسطی، دوک اتریشی آلبرت سوم (۱۳۹۵–۱۳۴۹) کتاب‌های طاق وین را به یک کتابخانه منتقل کرد. آلبرت همچنین ترتیبی داد که آثار مهمی از لاتین به آلمانی ترجمه شود.